# Koko Taylor
Koko Taylor, geboren als Cora Walton (Memphis (Tennessee), 28 september 1928 – Chicago, 3 juni 2009), was een Amerikaanse blueszangeres.

## Biografie
Koko Taylor groeide op in haar geboorteplaats Memphis. In 1954 verhuisde ze met haar echtgenoot, de vrachtwagenchauffeur Robert 'Pops' Taylor, naar Chicago. Ze begon te zingen in de bluesclubs in Chicago, waar ze in 1962 werd ontdekt door Willie Dixon. Vanaf 1965 had ze een platencontract met Chess Records. Haar door Dixon geschreven single Wang Dang Doodle werd een hit.
Eind jaren 1960 en begin jaren 1970 trad Taylor overal op in de Verenigde Staten. In 1975 tekende ze een contract bij Alligator Records, waarbij ze een aanzienlijk aantal albums uitbracht. In 1980 kreeg ze de W.C. Handy Award als beste vrouwelijke bluesartieste en in het opvolgende jaar kreeg ze dezelfde onderscheiding in dezelfde categorie. In 1985 kreeg ze een Grammy Award voor het beste album van de traditionele blues.
Tijdens de jaren 1990 had Taylor optredens in verschillende films, waaronder Blues Brothers 2000. Ze opende in 1994 een bluesclub in Chicago, die weliswaar weer sloot in 1999. 
Koko Taylor beïnvloedde vele bluesmuzikanten, waaronder Bonnie Raitt, Shemekia Copeland, Janis Joplin, Shannon Curfman en Susan Tedeschi.

## Overlijden
Koko Taylor overleed in juni 2009 op 80-jarige leeftijd aan complicaties na een operatie.

## Discografie
- 1972: Basic Soul (Chess Records)
- 1973: South Side Lady (Evidence Records)
- 1975: I Got What It Takes (Alligator Records)
- 1975: Queen of the Blues (Alligator Records)
- 1975: Southside Baby (Black & Blue Records)
- 1977: What it Takes The Chess Years (Hip-O Select / Geffen)
- 1978: The Earthshaker (Alligator Records)
- 1981: From the Heart of a Woman (Alligator Records)
- 1987: An Audience with Koko Taylor [live] (Alligator Records)
- 1990: Jump for Joy (Alligator Records)
- 1990: Love You Like a Woman (Charly Records)
- 1991: Wang Dang Doodle (Huub)
- 1992: Voodo Women
- 1993: Force of Nature (Alligator Records)
- 2000: Royal Blue (Alligator Records)
- 2002: Deluxe Edition (Alligator Records)
- 2007:  Old School (Alligator Records) Living Blues Award 2008

- Biblioteca Nacional de España: XX1553534
- Bibliothèque nationale de France: cb13900320k (data)
- Gemeinsame Normdatei: 134877543
- International Standard Name Identifier: 0000 0001 1562 6004
- Library of Congress Control Number: n81111995
- MusicBrainz: 9ebffe22-c6e0-49bc-a6c2-f79a97bc38b3
- Nationale Bibliotheek van Tsjechië: xx0177977
- Nederlandse Thesaurus van Auteursnamen: 100943713
- Système universitaire de documentation: 113395736
- Virtual International Authority File: 24788591
- WorldCat: E39PCjrQcqq9hxGgTk6WCPWTBP